# Bureau des coches et des diligences
Le bureau des coches et des diligences est un relais de poste situé sur le territoire de la commune de Chalon-sur-Saône dans le département français de Saône-et-Loire et la région Bourgogne-Franche-Comté.

## Historique
Il fait l'objet d'une inscription au titre des monuments historiques depuis le 27 septembre 1948.
Depuis 1972, le bâtiment accueille le musée Nicéphore-Niépce consacré à la photographie.